# Wemperbaach
Le Wemperbaach est un ruisseau du nord du Luxembourg, affluent en rive gauche de la Wiltz.
Il prend sa source au nord-ouest d'Allerborn, à une altitude de 450 m. Il suit ensuite son cours presque entièrement vers le sud sur une longueur de 6500 m, avant de rejoindre la Wiltz à Niederwampach, au lieu-dit op der Bock, à une altitude de 372 m.

## Localités traversées
- Allerborn - Oberwampach - Niederwampach - Schimpach

## Affluents
- Ruisseau de Moinet
- Brill
- Lingserbaach